# Кейсі Стоунер
Кейсі Джоел Стоунер, AM (англ. Casey Stoner; 16 жовтня 1985, Куррі Куррі, Новий Південний Уельс, Австралія) — колишній австралійський мотогонщик, дворазовий чемпіон світу з шосейно-кільцевих мотогонок MotoGP (2007 та 2011). Третій в історії австралієць, що став чемпіоном світу (після Вейна Гарднера (1987) та Міка Дуейна (1994—1998)).

## Біографія

### Дитинство
З самого дитинства Кейсі став проявляти особливу пристрасть до мотоциклів, навіть по мірках його схибленої на мотоциклах сім'ї. Вже в трирічному віці він катався довкола будинку на 50 кубовому пітбайку своєї сестри Келлі. У чотири Кейсі брав участь в своїй першій кросовій гонці. У віці шести років він отримав свій перший титул чемпіона Австралії. Стоунер дуже багато їздив на мотоциклах по кросових трасах, а після тренувань пересідав на велосипед і знову тренувався. У період з 6 до 14 років Кейсі брав участь в гонках по всій Австралії, подорожуючи зі своїм батьком Коліном, матір'ю Бронуїн і сестрою Келлі. У той час майбутній чемпіон світу завоював понад 110 титулів, беручи участь в 5 різних мотодисциплінах.
Як тільки Кейсі виповнилось 14 років, батьки вирішили що його гоночна кар'єра повинна розвиватися за кордоном. По австралійських правилах гонщик не може брати участь в шосейних мотогонках, доки йому не виповниться 16 років, але Стоунер вже був готовий до цього. Тому було прийнято рішення переїхати до Англії, де таких проблем не було. Це було ризиковане рішення, але ризик виправдав себе.
Завдяки везінню і таланту, вже після першої гонки в Англії, Кейсі привернув до себе увагу спонсорів. У 2000 році він взяв участь в чемпіонаті Aprilia в класі 125 куб.см. У цьому ж році він ганявся на двох етапах іспанського чемпіонату. На тих змаганнях він був відмічений колишнім мотогонщиком Альбертом Пуїгом (Alberto Puig). Альберто був настільки сильно вражений рішучістю і майстерністю Кейсі, що запросив його брати участь в 125 кубовому класі іспанського чемпіонату за команду Telefonica Movistar.

### Кар'єра мотогонщика

#### Початок
У 2001 році Кейсі виступає одночасно в англійському і іспанському чемпіонатах. Незважаючи на пропуск декількох етапів англійського кубка, йому все-таки вдалося прийти другим в обох чемпіонатах. У цьому ж році Кейсі виступав по wildcard на Англійському і Австралійському етапах Moto GP в класі 125 кб.см. У тих гонках він приїхав 18 і 12, відповідно, і в результаті йому була запропонована участь в світовій серії Гран-прі наступного року за команду «Safilo Oxydo LCR».

#### MotoGP
У дебютному повноцінному сезоні 2002 року, виступаючи за команду «Safilo Oxydo Race LCR», 16 літній новачок в 250 кубовому класі продемонстрував свою відважність та відмінні гоночні навички. Його найкращим результатом стало 5-е місце на треку в чеському Брно. Кілька разів гонщик приїжджав на 6-му місці.
У 2003 році Кейсі Стоунер продовжує виступати за «Safilo Oxydo-LCR» в класі 125 куб.см серії GP. В кінці сезону він виграє першу гонку у Валенсії. Ця перемога стала поворотним моментом в його гоночній кар'єрі.  У сезоні 2004 року 18 літній Кейсі переходить в команду «КТМ», де він допомагає розробляти гоночний болід. Того року він дістався до подіуму шість разів, а КТМ вперше в історії отримав перемогу в класі GP.
У 2005 році Кейсі знов повернувся під парасольку команди Лючіо Чекінелло, цього разу в клас 250cc. Цей сезон він провів в боротьбі з Дані Педросою за чемпіонський титул, був на подіумі десять разів. Кейсі був на вищій сходинці п'єдесталу 5 разів: у Португалії, Шанхаї, Катарі, Сепангу та Стамбулі.
У 2006 році, на двадцятому році життя, збувається давня мрія Кейсі — він потрапляє в найшвидший і найпрестижніший клас чемпіонату — MotoGP. Кейсі займає поул-позицію в своїй другій гонці MotoGP в Катарі. На етапі в Туреччині Стоунер боровся з Марко Меландрі за перемогу до останнього повороту, але приїхав лише другим. У другій частині сезону гонщик зробив надто багато помилок, але у результаті зумів завоювати восьме місце в чемпіонаті. Наймолодший пілот королівського класу продемонстрував, що по-праву займає місце серед елітних пілотів.

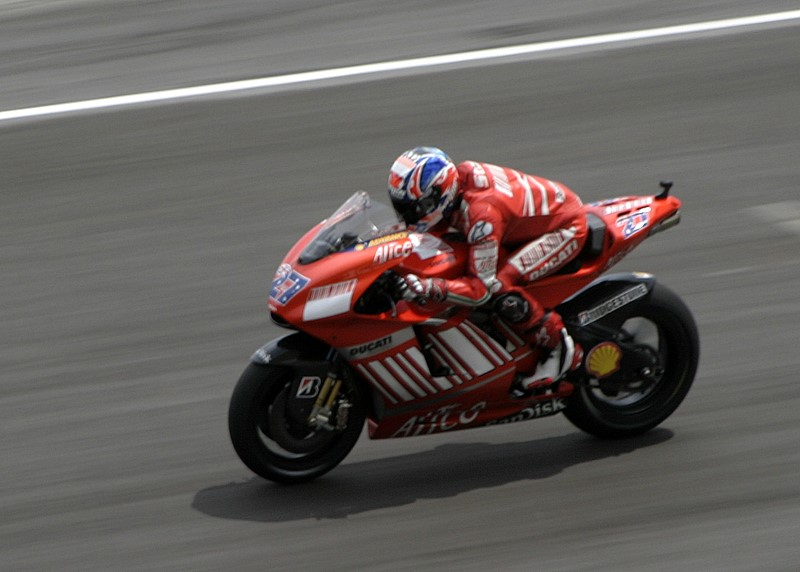
На Гран-Прі Малайзії у 2007 році

У 2007 році Кейсі Стоунер приєднався до команди «Ducati Marlboro Team», ставши напарником Лоріса Капіроссі, з якими зав'язав міцну дружбу. На зимових тестах він часто виявлявся серед найшвидших гонщиків, прекрасно адаптувавшись до Desmosedici Gp7 і шин Bridgestone. 10 березня 2007 року, на Losail International Circuit в Катарі, Стоунер виграв перший Гран-прі сезону, перший в історії 800 кубового класу. Перемога в Катарі стала його першим великим досягненням в класі MotoGP.
Після цього молодий австралієць узяв ще дев'ять перших місць і здобув п'ять поулів. 23 вересня в Японії Стоунер забезпечив Ducati перемогу в чемпіонаті. Останній раз мотоцикли з Європи завойовували цей титул більш ніж 30 років тому. На той момент австралійському гонщикові виповнився 21 рік.
Наступного року Стоунер мав намір захищати свій титул. Підтвердженням тому стала фантастична перемога в першому Гран-Прі сезону в Катарі. Потім була черга зльотів і падінь. Впродовж всього сезону австралієць і його команда удосконалювали свій Ducati Gp8. У сезоні 2008 вдалося виграти 6 гонок і в підсумковому протоколі Кейсі став другим, поступившись чемпіонським титулом Валентіно Россі.
Сезон 2009 року виявився для Стоунера дуже важким. Почавши з перемоги в Катарі, другу гонку Кейсі зміг завершити лише четвертим. Тріумфальною стала гонка на Гран-Прі Італії в Муджелло. Самим напруженим моментом в сезоні стала шоста гонка, Гран-прі Каталонії. У чемпіонаті Россі, Лоренцо і Стоунер ділили між собою перший рядок абсолютного заліку. Кожен з гонщиків був готовий претендувати на чемпіонську корону. Але в Іспанії Кейсі захворює вірусною інфекцією, яка за один місяць позбавляє пілота сил. Після кожної гонки австралійця буквально знімають з мотоцикла, але гонщик знаходить в собі сили підніматися на подіум. У Голландії Стоунер виграв подіум, потім дві гонки провів, пересилюючи слабкість. Після цього настав момент, після якого потрібно було приймати рішення — Гран-прі Великої Британії в Донінгтоні, яке обидва пілоти Ducati завершили... круговими. Після такого провалу Кейсі провели детальне обстеження. Результати були невтішними: анемія і гастрит середньої степені занедбаності. Стоунер і його команда зробили заяву про тимчасовий вихід з чемпіонату. Фактично це була добровільна здача титулу.
Після трьох пропущених гонок чемпіонату і двох місяців лікування, Кейсі тріумфально повернувся. На португальському етапі він став другим, а потім виграв дві гонки підряд (австралійський і малайзійський етапи). Добравшись до останнього етапу Валенсії, Стоунер мав можливість боротися з Хорхе Лоренсо за другий рядок в підсумковому рейтингу. Але, несподіваний хай-сайд на прогрівочному колі позбавив Кейсі можливості поборотися за друге місце в чемпіонаті.

#### Завершення кар'єри
На етапі Мото Гран-Прі у Ле-Мані 20 травня 2012 року Кейсі у віці 27 років оголосив про завершення своєї кар'єри у мотогонках. Пазніше він це прокоментував так:
|  | Не знаю, чи можу я щось ще додати до своєї заяви. Я дійсно втратив колишню пристрасть до мотоперегонів, але не хочу назовсім кидати мотоцикли, так як люблю їх, займаюся ними з дитинства. Дехто каже: Кейсі, ти ще такий молодий, стільки міг би домогтися, побити рекорди! .. Знаєте, а моїй кар'єрі в цьому році виповнилося 15 років, мені - 27. Більше півжиття я присвятив гонкам. І досяг всього, про що міг мріяти, і навіть більше. Для продовження кар'єри потрібен був якийсь новий мотиватор. На жаль, я не бачу такого в сьогоднішньому MotoGP ... |

### Після мотогонок
Після того, як Кейсі оголосив про завершення виступів у мотогонках, почали поширюватись наполегливі чутки про те, що він дебютує в автомобільних гонках в 2013 році, а саме у австралійській серії V8 Supercars. Чутки посилилися, коли команда цієї серії «Triple Eight Race Engineering» оголосила, що Red Bull (довгостроковий спонсор Стоунера) стане її головним спонсором з 2013 року, замінивши Vodafone. Після численних відмов, в січні 2013 року Кейсі оголосив, що він дійсно візьме участь в кузовних перегонах, підписавши контракт терміном на один рік з командою «Triple Eight Race Engineering».
23 липня 2013 року було оголошено, що Кейсі Стоунер знову сяде за кермо Honda RC213V — мотоцикла, на якому він виграв свій останній чемпіонат світу. Щоправда, у офіційних змаганнях він участі не брав: його запросили як тест-пілота для розробки оновлень мотоциклу для сезону 2014 року.
23 листопада 2015 року контракт Кейсі з Honda Racing Corporation був достроково розірваний, і він у той же день оголосив про підписання угоди з Ducati Corse, згідно якої став послом бренду та тест-пілотом.

## Статистика виступів

### MotoGP

#### В розрізі класів
|                | Moto GP | 250 cc | 125 cc |
| -------------- | ------- | ------ | ------ |
| Гран Прі       | 38      | 5      | 2      |
| 2-ге місце     | 11      | 1      | 5      |
| 3-тє місце     | 20      | 4      | 3      |
| Подіум         | 69      | 10     | 10     |
| Титул Чемпіона | 2       | 0      | 0      |

#### Рекорди всіх часів
- 2 листопада 2003 року, Гран-Прі Валенсії, клас 125сс — у віці 18 років та 17 днів став наймолодшим австралійцем, який вигравав гонку MotoGP.[6]
- 10 жовтня 2004 року, Гран-Прі Малайзії — здобув першу перемогу у чемпіонаті для KTM;
- 10 березня 2007 року, Гран-Прі Катару — у віці 21 року та 145 днів став наймолодшим австралійцем, який вигравав гонку в класі MotoGP, а також першим і поки єдиним представником «зеленого» континенту, який здобував перемоги у всіх трьох класах чемпіонату;
- 2 жовтня 2011 року, Гран-Прі Японії — виграв десяту поспіль кваліфікацію, встановивши абсолютний рекорд класу;
- Кейсі Стоунер — єдиний гонщик в історії MotoGP, який завойовув поул 5 років поспіль на одній трасі: на своєму улюбленому Гран-Прі Австралії у період 2008-2012 років.[7]

Окрім цього, Кейсі Стоунер займає 7-ме місце в історії MotoGP за кількістю виграних етапів — 45.

## Цікаві факти
- Австралія увіковічнила ім'я Стоунера, назвавши його ім'ям один із поворотів головного автомотодрому країни Phillip Island Circuit. Тепер Кейсі приєднається до своїх попередників, великих австралійських пілотів минулого - Уейна Гарднера та Міка Дуейна, на честь яких на автодромі назвали два інших відрізки. Стартова пряма носить ім'я Гарднера, перший поворот - Дуейна. Третій поворот носитиме ім'я Стоунера - Stoner‘s corner. Всі перейменування відбувалися після оголошення пілотами про відхід у відставку, як і в цьому випадку.[8]